# سفارت ونزوئلا در لندن
سفارت ونزوئلا در لندن (انگلیسی: Embassy of Venezuela, London) سفارت ونزوئلا در لندن، نمایندگی رسمی دیپلماتیک جمهوری  ونزوئلا در بریتانیا است. وظیفه اصلی آن ترویج و حفاظت از منافع ونزوئلا در بریتانیا و همچنین تسهیل روابط فرهنگی، اقتصادی و سیاسی بین دو کشور است. این سفارت طیف وسیعی از خدمات کنسولی را به شهروندان ونزوئلا که در بریتانیا زندگی می‌کنند یا از آن بازدید می‌کنند ارائه می‌دهد، از جمله درخواست پاسپورت و ویزا، خدمات اسناد رسمی و کمک در امور حقوقی. همچنین به عنوان منبعی برای شهروندان بریتانیایی که به دنبال اطلاعات در مورد ونزوئلا و مردم آن هستند، عمل می‌کند. ریاست سفارت بر عهده یک سفیر است که توسط رئیس‌جمهور ونزوئلا منصوب می‌شود و در دولت بریتانیا معتبر است. سفیر فعلی Rocío Del Valle Maneiro González می‌باشد.